# Heibanski jezik
Heibanski jezik (ISO 639-3: hbn; abul, ebang), nigersko-kongoanski jezik uže kordofanske porodice, kojim govori 4 410 ljudi (1984) u području Heibana u Sudanu.
Pripada u heibanske jezike, skupina ebang-logol, podskupina ebang-laru. U upotrebi je i sudanski arapski [apd].

## Vanjske poveznice
- Ethnologue (14th)
- Ethnologue (15th)